# Nyamuragira
 Nyamuragira , cunoscut, de asemenea, ca  Nyamulagira  (dar și ca Mfumbiro), este un vulcan activ de tip scut, aflat în lanțul montan al Munților Virunga din Republica Democratică Congo, situat la circa 25 de km de Lacul Kivu.
Numele vulcanului este derivat dintr-un cuvânt din Bantu, Kuragira nyamu, însemnând animale de turmă; nyamu însemnând animale de turmă ori vaci.
A fost descris ca fiind cel mai activ vulcan al Africii,  erupând de peste 40 de ori din 1885. Acest vulcan nu erupe doar din conul central, ci și din flancurile sale. Acești vulcani mai mici nu există pentru prea mult timp; spre exemplu Murara a existat doar între 1976 și 1977.
Cele mai recente erupții au avut loc în 2 ianuarie 2010, 8 noiembrie 2011 și în aprilie 2018.

## Geografie și geologie
Nyamuragira este un vulcan activ, aflat în apropierea orașului Goma din Republica Democratică Congo, situat la circa 25 de km nord, față de Lacul Kivu, în provincia numită Nord-Kivu. Nyamulagira este la 13 km nord-nord-vest de Nyiragongo, un alt vulcan activ, care a cauzat distrugeri foarte mari orașului Goma, în timpul erupției sale din anul 2002.
Volumul total al vulcanului Nyamuragira este de circa 500 de km3, acoperind o suprafață de circa 1.500 de km2. Are un profil de vulcan scut destul „de șters,” cu pante cu înclinații foarte joase, spre deosebire vecinul său, un alt vulcan scut activ, muntele Nyiragongo, care are pante mult mai abrupte.

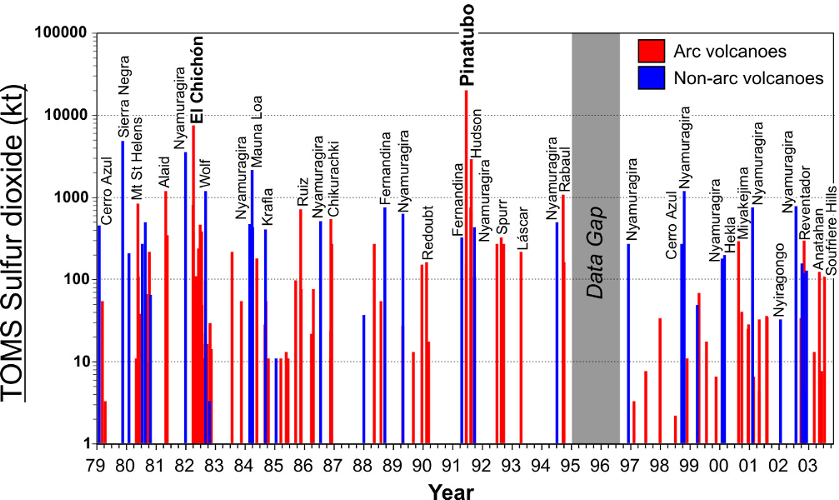
Graficul emisiunilor de dioxid de sulf al vulcanilor, 1979-2003.

Vulcanul Nyamuragira este unul din principalii emițători de dioxid de sulf în atmosferă.

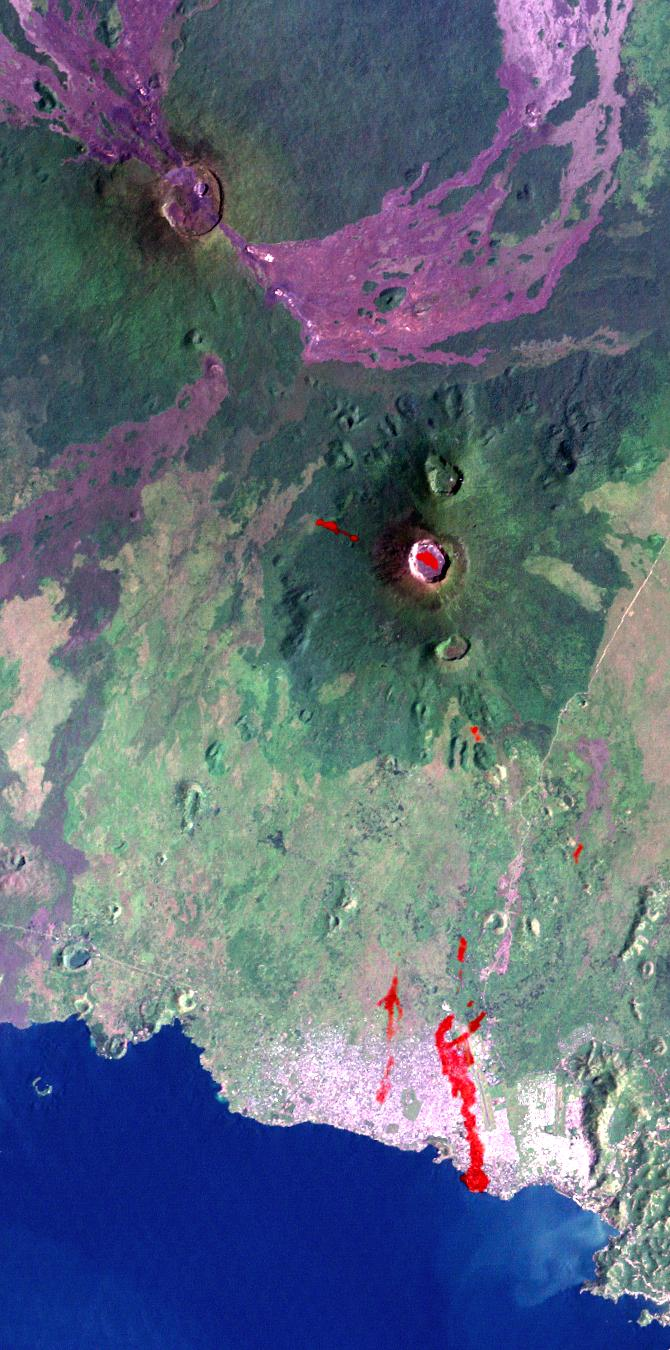
Curgerea lavei din vulcanul Nyamuragira (stânga sus) către Lacul Kivu.

## Activitate recentă

### Erupția din 2010
În zorii zilei de 2 ianuarie 2010, Nyamuragira a început să erupă lavă. Nu există așezăminte umane în apropierea vulcanului, dar oficiali ai protecție florei și faunei și-au manifestat îngrijorarea că erupția ar putea amenința cimpanzeii comuni din zonă. Un alt motiv de îngrijorare, la momentul erupției, a fost că lava ar fi putut curge în sectorul sudic al Parcului Național Virunga, unde există așezăminte și sate.
Curgeri masive de lavă din timpul erupției din 2010, care pot fi văzute în fotografii satelit de pe  curgând la 25 de km sud-vest de Lacul Kivu, la circa 22 de km nord-vest și 35 de km nord-nord-est.

### Erupția din 2011
Vulcanul a erupt din nou la 5 noiembrie 2011.
Acea erupție a produs o coloană de lavă înaltă de 400 de metri. S-a spus că acea erupție ar fi fost cea mai masivă din ultimii 100 de ani.

### Lacul de lavă din 2014

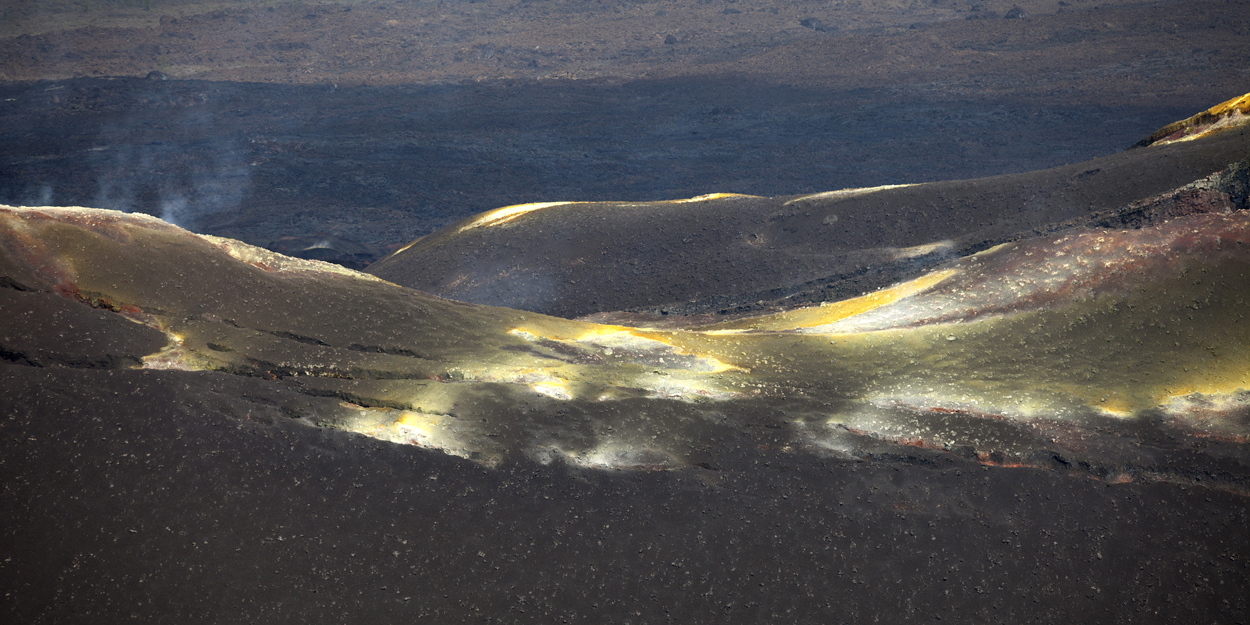
Parte a craterului vulcanului Nyamuragira

În 2014, un nou lac de lavă a apărut prima dată după 75 de ani. Ultimul lac de lavă format de acest vulcan fusese format în timpul erupției din 1938. Formarea lacului de lavă cel mai recent a avut loc între iunie și august 2014. Lacul a atins un record de adâncime de 500 de metri. Erupția nu a afectat  comunitățile din zonă, dar au creat foarte multă cenușă și poluarea aerului.
Aerosolii formați prin descompunerea dioxidului de sulf, rezultat în urma erupției, au fost observați atât de departe ca pădurea ecuatorială amazoniană centrală și alte zone de păduri ecuatoriale ale Americii de Sud. În anul 2018, lacul de lavă se întărise și părea că activitatea vulcanică s-ar fi oprit. Activitatea eruptivă a continuat în caldera vârfului de-a lungul anului 2021.

### Lacul de lavă din 2021
În 2021, un alt lac de lavă a apărut la baza vulcanului, conform imaginilor satelitare din 11 iunie.